# Робърт Ковалски
Робърт Антъни Ковалски (на английски: Robert Anthony Kowalski) е логик от САЩ, който прекарва повечето време от своята кариера в Англия. Робърт Ковалски е от голямо значение за създаването на логическото програмиране, и най-вече на програмния език Пролог.
Бил е студент в Чикагския университет, Бриджпортския университет (бакалавър по математика, 1963 г.), Станфордския университет (магистър по математика, 1966 г.), Варшавския университет и Единбургския университет (докторска степен по компютърни науки, 1970 г.). Бил е аспирант в Единбургския университет (1970 – 1975 г.) и заема мястото на ръководител по Компютърна логика в Имперския колеж в Лондон през 1982. От 1999 г. е заслужил преподавател по компютърна логика на департамента по компютърни изчисления в Имперския колеж.